# Мило (Сицилия)
Мило (итал. Milo) — коммуна в Италии, располагается в регионе Сицилия, в провинции Катания.
Население составляет 1050 человек (2008 г.), плотность населения составляет 61 чел./км². Занимает площадь 18 км². Почтовый индекс — 95010. Телефонный код — 095.
Покровителем коммуны почитается святой апостол Андрей, празднование в последнее воскресение июля.

## Демография
Динамика населения:

## Администрация коммуны
- Официальный сайт: http://www.comunedimilo.ct.it/